# Seznam enot nepremične kulturne dediščine v Ljutomeru
Seznam enot nepremične kulturne dediščine v Ljutomeru.
Za občino Ljutomer glej Seznam enot nepremične kulturne dediščine v Občini Ljutomer

## Seznam
| Slika | Ime                             | Evidenčna številka | Kraj     | Leto razglasitve | Vrsta spomenika  | Tip spomenika              | Časovna uvrstitev    | Opis |
| ----- | ------------------------------- | ------------------ | -------- | ---------------- | ---------------- | -------------------------- | -------------------- | --- |
|       | Arheološko najdišče Ob Globetki | 29015              | Ljutomer |                  |                  | arheološka dediščina       | rimska doba          | Sledovi prazgodovinske, rimskodobne in srednjeveške poselitve: najdbe lončenine, lepa in gradbenega materiala. |
|       | Cerkev sv. Janeza Krstnika      | 3108               | Ljutomer | 2008             | lokalnega pomena | sakralna stavbna dediščina | 14. stoletje         | Gotska cerkev z bogato kamnoseško okrašenim prezbiterijem in zvonikom je bila 1688-90 spremenjena v triladijsko baročno cerkev po načrtih J. Schmerlauba. Vzidani renesančni nagrobniki, bogata baročna oprema (Holzinger). Baročno obzidje z vhodoma.     |
|       | Dom kulture                     | 8874               | Ljutomer | 2008             | lokalnega pomena | profana stavbna dediščina  | konec 19. stoletja   | Veliko prostostoječe poslopje s konca 19. stol. sestavljata ožji in krajši del na ulični strani in dvoranski del. Na jugu prizidana galerija A. Trstenjaka. Zgradba stoji v Prešernovi ulici št. 20.                                                       |
|       | Doprsni kip Franca Miklošiča    | 19858              | Ljutomer | 2008             | lokalnega pomena | memorialna dediščina       | začetek 20. stoletja | Na podstavku stoji marmorno doprsje Franca Miklošiča, izdelano in postavljeno 1926 (avtor Alojz Vodnik). Obnovljeno je bilo leta l952. Doprsje stoji na Miklošičevem trgu.                                                                                 |
|       | Fričeva kapelica                | 19970              | Ljutomer |                  |                  | sakralna stavbna dediščina | konec 19. stoletja   | Kapelica zaprtega tipa je pokrita z opečno streho. Zgrajena je bila v zadnji četrtini 19. stol. Kapelica stoji pri hiši Spodnji Kamenščak 28A. |
|       | Gimnazija                       | 23028              | Ljutomer |                  |                  | profana stavbna dediščina  | konec 19. stoletja   | Leta 1895 zgrajeno poslopje gimnazije in nekoliko mlajša telovadnica (nekdaj TVD Partizan) sta z novejšim prizidkom povezana v celoto. Zgradba stoji v Prešernovi ulici št. 32.                                                                            |
|       | Golarjeva hiša                  | 23048              | Ljutomer |                  |                  | profana stavbna dediščina  | konec 19. stoletja   | Pritlična vila. Vrt ni ohranjen. V tej hiši je živel pesnik in pisatelj Cvetko Golar. Zgradba stoji v Prešernovi ulici št. 21. |
|       | Hiša Glavni trg 10              | 23045              | Ljutomer |                  |                  | profana stavbna dediščina  | sredina 19. stoletja | Enonadstropna, s preprosto fasadno profilacijo, je rekonstrukcija hiše s sredine 19. stoletja. |
|       | Hiša Glavni trg 11              | 23044              | Ljutomer |                  |                  | profana stavbna dediščina  | konec 19. stoletja   | Enonadstropna, s konca 19. stoletja, je neprimerno spremenjena. |
|       | Hiša Glavni trg 12              | 23047              | Ljutomer |                  |                  | profana stavbna dediščina  | konec 19. stoletja   | Enonadstropna hiša, je rekonstrukcija bidermajerske hiše. Pritličje glavne fasade členi rustika, nadstropje pa profilirane okenske obrobe. |
|       | Hiša Glavni trg 14              | 23043              | Ljutomer |                  |                  | profana stavbna dediščina  | sredina 19. stoletja | Enonadstropna hiša, je rekonstrukcija hiše iz leta 1830. Glavno fasado krasi polkrožen portal in okenski parapeti z motivi krogov v nadstropju. |
|       | Hiša Glavni trg 3               | 8859               | Ljutomer | 2008             | lokalnega pomena | profana stavbna dediščina  | konec 19. stoletja   | Enonadstropna hiša v nizu z bogato členjeno neobaročno petosno fasado iz 1897. Fasada je poudarjena z rahlim osrednjim triosnim rizalitom, končni osi sta podvojeni. Za hišo je izvirni gospodarski prostor z dvoriščnimi objekti.                         |
|       | Hiša Glavni trg 4               | 23046              | Ljutomer |                  |                  | profana stavbna dediščina  | začetek 20. stoletja | Vogalna hiša ima na glavni fasadi enajst okenskih osi. Rizalitno sta poudarjena vogal in peta portalna os. Hišo so zgradili v letih 1916-18. |
|       | Hiša Glavni trg 7               | 8860               | Ljutomer | 2008             | lokalnega pomena | profana stavbna dediščina  | začetek 20. stoletja | Enonadstropna stavba v nizu s petosno ulično fasado, ki je okrašena z mešanico secesijskih in historicističnih elementov in ima rizalitno izstopajočo portalno os. Zgrajena je bila 1923. Za hišo je gospodarski prostor z dvoriščnimi objekti.            |
|       | Hiša Ivana Kaučiča 4            | 23049              | Ljutomer |                  |                  | profana stavbna dediščina  | konec 19. stoletja   | Pritlična, prostostoječa hiša s konca 19. stoletja je pokrita z opečno dvokapnico. Triosno ulično fasado krasijo vogalniki in profilirane okenske obrobe.                                                                                                  |
|       | Hiša Ivana Kaučiča 6            | 23272              | Ljutomer |                  |                  | profana stavbna dediščina  | konec 19. stoletja   | Večja enonadstropna hiša s konca 19. stoletja z neorenesančnimi fasadami. Obe vogalni krili sta dvignjeni za nadstropje. |
|       | Hiša Kajuhova 4                 | 23042              | Ljutomer |                  |                  | profana stavbna dediščina  | začetek 20. stoletja | Enonadstropna vogalna hiša z začetka 20. stoletja ima fasade okrašene s secesijsko ornamentiko. |
|       | Hiša Kerenčičeva 1              | 8863               | Ljutomer |                  |                  | profana stavbna dediščina  | začetek 20. stoletja | Enonadstropna stavba v nizu je bila zgrajena na začetku 20. stoletja. Glavna fasada je štiriosna, vhod s kamnitim portalom je v prvi osi. |
|       | Hiša Kerenčičeva 2              | 8862               | Ljutomer | 2008             | lokalnega pomena | profana stavbna dediščina  | sredina 19. stoletja | Vogalna stavba z rustificiranima pritličjem in mezzaninom je bila zgrajena v neorenesančnem slogu leta 1858. Centralno os obeh triosnih fasad poudarjata dvojno okno vrhnjega nadstropja in povišano čelo. Ohranjen razpored prostorov.                    |
|       | Hiša Kolodvorska 12             | 14824              | Ljutomer |                  |                  | profana stavbna dediščina  | konec 19. stoletja   | Visokopritlična, prostostoječa hiša s konca 19. stoletja z neorenesančno fasado in leseno zaprto verando na glavni fasadi. |
|       | Hiša Kolodvorska 13             | 23019              | Ljutomer |                  |                  | profana stavbna dediščina  | konec 19. stoletja   | Enonadstropna hiša s konca 19. stoletja s triosno glavno fasado, poudarjeno z enoosnim rizalitom in dvoosnima bočnima fasadama. |
|       | Hiša Miklošičev trg 1           | 23041              | Ljutomer |                  |                  | profana stavbna dediščina  | konec 19. stoletja   | Enonadstropna vogalna hiša s konca 19. stoletja. V njej sta mladost preživela brata Franc in Ivan Miklošič. Njima je posvečena spominska plošča. |
|       | Hiša Miklošičev trg 2           | 8911               | Ljutomer |                  |                  | profana stavbna dediščina  | konec 19. stoletja   | Enonadstropna postbidermajerska vogalna hiša je rekonstrukcija prvotne stavbe iz druge polovice 19. stoletja. |
|       | Hiša Miklošičev trg 4           | 23040              | Ljutomer |                  |                  | profana stavbna dediščina  | konec 19. stoletja   | Leta 1885 sezidana enonadstropna vogalna hiša ima glavno fasado okrašeno z gladkimi okenskimi obrobami v pritličju in reliefnimi pasastimi parapeti oken v nadstropju.                                                                                     |
|       | Hiša Miklošičev trg 5           | 23027              | Ljutomer |                  |                  | profana stavbna dediščina  | konec 19. stoletja   | Pritlična, konec 19. stol. zgrajena hiša ima petosno ulično in triosno stransko fasado. Krasijo jo preproste profilirane okenske obrobe in podstrešni venec.                                                                                               |
|       | Hiša Ormoška 2                  | 8865               | Ljutomer | 2008             | lokalnega pomena | profana stavbna dediščina  | sredina 19. stoletja | Enonadstropna vogalna stavba s štiriosno glavno fasado in prisekanim vogalom, na katerem je v nadstropju pomol na konzolah. Hiša je bila zgrajena 1831 v historicističnem slogu.                                                                           |
|       | Hiša Ormoška 22                 | 25019              | Ljutomer |                  |                  | profana stavbna dediščina  | sredina 19. stoletja | Vogalna enonadstropna hiša s konca 19. stoletja, s historicistično členjeno petosno glavno ulično fasado. |
|       | Hiša Ormoška 24                 | 25018              | Ljutomer |                  |                  | profana stavbna dediščina  | sredina 19. stoletja | Enonadstropna vogalna hiša, zgrajena konec 19. stoletja, ima fasado okrašeno z rustiko v pritličju in neometano opeko v poljih med okni v nadstropju. |
|       | Hiša Ormoška 4                  | 8866               | Ljutomer | 2008             | lokalnega pomena | profana stavbna dediščina  | začetek 20. stoletja | Nadstropna hiša v nizu, zgrajena 1905, s sedemosno centralno zasnovano glavno fasado z osrednjmi rizalitom z vhodom, balkonom in strešnim čelom. V rustikalnem pritličju so izložbe, v nadstropju pomola. V njej je živel in delal filmar Karol Grossman.  |
|       | Hiša Postružnikova 14           | 23051              | Ljutomer |                  |                  | profana stavbna dediščina  | začetek 20. stoletja | Enonadstropna, na začetku 20. stoletja zgrajena hiša, s petosno ulično fasado in gladkimi okenskimi obrobami. |
|       | Hiša Prešernova 10              | 8871               | Ljutomer | 2008             | lokalnega pomena | profana stavbna dediščina  | sredina 19. stoletja | Nadstropna stavba v nizu je bila zgrajena v 2. polovici 19. stoletja. Polstebri z gladkimi kapiteli ločujejo izložbena okna in uvoz v zadnji osi pritličja, okna v nadstropju so segmentno zaključena, pod njimi so parapeti. Izvirni gospodarski prostor. |
|       | Hiša Prešernova 11              | 23039              | Ljutomer |                  | lokalnega pomena | profana stavbna dediščina  | konec 19. stoletja   | Prostostoječa enonadstropna hiša s konca 19. stoletja. Petosna ulična fasada je členjena s preprosto neobaročno ornamentiko. |
|       | Hiša Prešernova 12              | 8872               | Ljutomer | 2008             | lokalnega pomena | profana stavbna dediščina  | sredina 19. stoletja | Hiša v nizu s šestosno fasado, na kateri sta po dve osi v nadstropju združeni, osrednji dve pa poudarja rizalit s strešnim čelom. Pritličje je členjeno z rustiko. Hiša je bila zgrajena v drugi polovici 19. stol. v nemški neobaročni maniri.            |
|       | Hiša Prešernova 13              | 23038              | Ljutomer |                  |                  | profana stavbna dediščina  | sredina 19. stoletja | Prostostoječa enonadstropna neobaročna hiša, zgrajena v drugi polovici 19. stoletja. |
|       | Hiša Prešernova 14              | 14654              | Ljutomer |                  |                  | profana stavbna dediščina  | začetek 20. stoletja | Preprosta vogalna enonadstropna hiša z začetka 20. stoletja ima glavno ulično fasado šestosno in okrašeno z gladkimi okrasnimi obrobami. |
|       | Hiša Prešernova 17              | 23052              | Ljutomer |                  |                  | profana stavbna dediščina  | konec 19. stoletja   | Enonadstropna prostostoječa hiša s konca 19. stoletja ima sedemosno glavno fasado okrašeno s profiliranimi okenskimi obrobami in reliefnim ornamentalnim pasom pod streho.                                                                                 |
|       | Hiša Prešernova 2               | 8867               | Ljutomer | 2008             | lokalnega pomena | profana stavbna dediščina  | sredina 19. stoletja | Enonadstropna stavba v nizu s sedemosno ulično fasado in vhodom v centralni osi. Fasada je členjena v rustiki, okna v nadstropju imajo lesene naoknice. Hiša je bila zgrajena 1852. Za hišo je gospodarski prostor z dvoriščnim objektom.                  |
|       | Hiša Prešernova 27              | 23053              | Ljutomer |                  |                  | profana stavbna dediščina  | začetek 20. stoletja | Enonadstropna prostostoječa hiša ima osrednji dve okenski osi petosne glavne fasade povišani v čelo. Secesijska hiša z začetka 20. stoletja. |
|       | Hiša Prešernova 3               | 8868               | Ljutomer | 2008             | lokalnega pomena | profana stavbna dediščina  | začetek 20. stoletja | Enonadstropna vogalna stavba s šesterokotnim stolpičem na vogalu, ki se za etažo dviguje nad ostalo stavbo. Obe fasadi sta sedemosni, osrednje tri osi so poudarjene s strešnim čelom. Zgrajena je bila leta 1911 v slogu neorenesanse.                    |
|       | Hiša Prešernova 4               | 8869               | Ljutomer | 2008             | lokalnega pomena | profana stavbna dediščina  | sredina 19. stoletja | Preprosta enonadstropna stavba v nizu s petosno historicistično členjeno fasado in vhodom v četrti osi. V pritličju je ohranjena lesena izložbena obloga. Hiša je bila zgrajena v drugi polovici 19. stoletja, ohranjen izviren gospodarski prostor.       |
|       | Hiša Prešernova 6               | 23037              | Ljutomer |                  |                  | profana stavbna dediščina  | sredina 19. stoletja | V drugi polovici 19. stoletja zgrajena enonadstropna hiša z neobaročno okrašeno petosno ulično fasado in traverznim obokom v veži. |
|       | Hiša Prešernova 7               | 23036              | Ljutomer |                  |                  | profana stavbna dediščina  | konec 19. stoletja   | Prostostoječa enonadstropna hiša s konca 19. stoletja ima na glavni fasadi osem osi in prisekana vogala, ki sta rizalitno poudarjena. |
|       | Hiša Prešernova 9               | 23035              | Ljutomer |                  |                  | profana stavbna dediščina  | sredina 19. stoletja | Prostostoječa enonadstropna, na glavni fasadi petosna hiša, s portalom in balkonom v osrednji osi, je bila zgrajena v drugi polovici 19. stoletja. |
|       | Hiša Ptujska 6                  | 8875               | Ljutomer |                  |                  | profana stavbna dediščina  | začetek 20. stoletja | Pritlična prostostoječa hiša s petosno ulično fasado. Srednja os je poudarjena s portalom, povišanim čelom in secesijskimi ornamenti. |
|       | Hiša Razlagova 5                | 8876               | Ljutomer | 2008             | lokalnega pomena | profana stavbna dediščina  | sredina 19. stoletja | Prostostoječa enonadstropna neorenesančna stavba s petosno glavno in triosno stransko fasado. Glavna fasada je osno poudarjena s portalom in balkonom nad njim ter povišanim čelom, v katerem je skulptura ženske.                                         |
|       | Hiša Stari trg 10               | 14653              | Ljutomer |                  |                  | profana stavbna dediščina  | konec 19. stoletja   | Enonadstropna neobaročna hiša z rizalitno poudarjeno osrednjo osjo glavne fasade, ki jo na vrhu zaključuje čelo z letnico nastanka 1897. Ob glavni fasadi novejši prizidek.                                                                                |
|       | Hiša Stari trg 12               | 23034              | Ljutomer |                  |                  | profana stavbna dediščina  | začetek 20. stoletja | Pritlična hiša s petosno tržno fasado in velikim uvoznim portalom v peti osi. Zgrajena na začetku 20. stoletja. |
|       | Hiša Stari trg 8                | 23033              | Ljutomer |                  |                  | profana stavbna dediščina  | konec 19. stoletja   | Enonadstropna hiša s petosno glavno fasado, okrašeno s preprosto historicistično ornamentiko. Zgradili so jo na koncu 19. stoletja. |
|       | Hiša Stari trg 9                | 8877               | Ljutomer | 2008             | lokalnega pomena | profana stavbna dediščina  | sredina 18. stoletja | Enonadstropna baročna stavba z deloma historicistično, deloma secesijsko fasado ima na dvoriščni strani delno ohranjen križno obokan baročni arkadni hodnik in plitvo križno obokano vežo. Bila v lasti žičkega samostana. Gospodarski prostor degradiran. |